# Sân vận động Tinsulanon
Sân vận động Tinsulanon (tiếng Thái: สนามติณสูลานนท์, RTGS: Sanam Tinnasulanon) là một sân vận động đa năng ở Songkhla, Thái Lan. Sân hiện đang được sử dụng chủ yếu cho các trận đấu bóng đá. Sân được đặt theo tên của cựu thủ tướng Prem Tinsulanonda, người sinh ra ở Songkhla.
Sân vận động có sức chứa 20.000 người, nhưng chỉ 2.000 chỗ ngồi trong số đó được che phủ bởi mái che và nằm trong khán đài chính một tầng dọc theo đường thẳng. Phần còn lại của sân vận động là các khán đài một tầng cong liên tục. Sân vận động này đã tổ chức một trong hai trận bán kết môn bóng đá nam tại Đại hội Thể thao châu Á 1998.

## Các trận đấu bóng đá quốc tế

### Giải vô địch bóng đá U-23 châu Á 2020
| Ngày                | Thời gian (UTC+07) | Đội #1     | Kết quả | Đội #2     | Vòng      | Khán giả |
| ------------------- | ------------------ | ---------- | ------- | ---------- | --------- | -------- |
| 9 tháng 1 năm 2020  | 17:15              | Uzbekistan | 1–1     | Iran       | Vòng bảng | 4.180    |
| 9 tháng 1 năm 2020  | 20:15              | Hàn Quốc   | 1–0     | Trung Quốc | Vòng bảng | 6.000    |
| 12 tháng 1 năm 2020 | 17:15              | Iran       | 1–2     | Hàn Quốc   | Vòng bảng | 6.000    |
| 12 tháng 1 năm 2020 | 20:15              | Trung Quốc | 0–2     | Uzbekistan | Vòng bảng | 6.683    |
| 15 tháng 1 năm 2020 | 17:15              | Trung Quốc | 0–1     | Iran       | Vòng bảng | 3.567    |